# Rhamphadoretus sorex
Rhamphadoretus sorex är en skalbaggsart som beskrevs av Ohaus 1912. Rhamphadoretus sorex ingår i släktet Rhamphadoretus och familjen Rutelidae. Inga underarter finns listade i Catalogue of Life.